# Dreptul persoanei vătămate de o autoritate publică
Dreptul persoanei vătămate de o autoritate publică este dreptul unei persoane de a lua măsuri împotriva unui stat, atunci când prin măsurile adoptate de acesta sau prin lipsa recunoașterii unui drept deținut de aceasta, are posibilitatea de a trage statul în cauză la răspundere.

## Regim juridic

### România
În România dreptul persoanei vătămate de o autoritate publică este un drept constituțional. Așadar, articolul 52, alineatul (1) din Constituția României spune că "Persoana vătămată într-un drept al său ori într-un interes legitim, de o autoritate publică, printr-un act administrativ sau prin nesoluționarea în termenul legal a unei cereri, este îndreptățită să obțină recunoașterea dreptului pretins sau a interesului legitim, anularea actului și repararea pagubei."
De asemenea, conform alineatului (3), statul român răspunde patrimonial, potrivit legii, pentru orice prejudiciu care ar fi putut fi cauzat de erori judiciare în cadrul proceselor penale. Cu alte cuvinte, statul plătește din propriul patrimoniu, în cazul în care are loc o nedreptate în cadrul sistemului penal.
Există o serie de acte normative care totuși nu pot fi atacate în justiție în baza articolului 52 din Constituție, printre care actele care țin de relația dintre Guvern, Președinte și Parlament.